# Pascual Piñón
Pascual Piñón, también Pasqual Pinon, y más conocido como El mexicano de dos cabezas, (1889–1929) fue un artista circense de principios del siglo XX.[cita requerida]

## Vida
Piñón era un emigrante mexicano que trabajaba como empleado ferroviario en Texas. En 1917 captó la atención del dueño del circo Sells-Floto a causa del enorme quiste o tumor que coronaba su frente. Así, entraría a formar parte de los espectáculos de feria para poder dar sustento a su numerosa familia. Aprovechando la protuberancia de su cabeza, se hizo confeccionar un rostro de cera, con algunos implantes de plata bajo la piel para hacerlo más realista, creando el efecto de que tenía dos cabezas. Tras varios años de gira por Norteamérica, el dueño del circo sufragó personalmente la operación de Piñón, merced a la cual pudo verse libre de su anomalía y regresar a Texas.
Otras versiones sostienen que de su cráneo nacía efectivamente una segunda cabeza, fruto de una malformación llamada Craniopagus parasiticus, esto es, los vestigios de un gemelo parásito. Pero el "parásito" de Piñón estaba en la misma dirección que la cabeza principal mientras que en los casos de verdaderos "parásitos" craneales sale hacia arriba directamente de la coronilla. En los anales de la medicina, solo hay tres casos sobrevivientes registrados: el niño con dos cabezas de Bengala (siglo XVIII); Rebeca Martínez (10 de diciembre de 2003-7 de febrero de 2004), nacida en la República Dominicana y fallecida once horas después de la operación para extraer la cabeza adicional, y Manar Maged, nacida en Egipto el 20 de marzo del 2004 y fallecida, por una infección, el 27 de marzo del 2006, trece meses después de la operación.

## En la literatura
La vida de Pascual Piñón inspiró las novelas Downfall (traducida al castellano como El ángel caído) y The Book about Blanche and Marie, del escritor sueco Per Olov Enquist. En El ángel caído, puede leerse:

«Pascual Piñón había nacido con dos cabezas. La otra cabeza de mujer. Su extraña historia llegó al mundo en algún momento de febrero de 1922, se encontraba en una mina al norte de México. Nadie sabe nada de él, ni de dónde procede, ni su fecha de nacimiento, tampoco nadie conoce a sus padres. Tal vez se avergonzaron.
Probablemente nació a principios de 1880. Según sus palabras nació monstruo. Una de sus cabezas, la inferior, era de hombre, completamente normal siempre muy rígida y erguida. Tenía una barba bien poblada y cuidada. Pero encima de esta cabeza crecía otra, surgía de su frente como un brote, o como un preso que desesperadamente intenta atravesar la muralla de la cárcel, pero falla, y es condenado a cadena perpetua, encerrado a medias en la muralla».

El norteamericano John Shideler publicó una biografía sobre Pascual Piñón después de su muerte, titulada A Monster's Life.